# 이한봉 고택
이한봉 고택은 대한민국 전라남도 해남군 해남읍 복평리에 있는 한옥 건축물이다. 2019년 1월 4일 해남군의 향토문화유산 제36호로 지정되었다.

## 지정 사유
갑진년(1904년 추정) 건립한 한옥으로 원래 현산면 백포마을에 있던 건물을 현재 위치로 옮겨 거주하고 있다(이한봉 이건, 60여년전)
정면 6칸, 좌우 퇴칸 규모의 팔작지붕집으로 정면 기둥은 원주(두리기둥)로서 규모가 크고 구조 짜임새가 튼실하다.
이건한 건조물이지만 당초 건립한 원형을 유지하고 있고 건물의 건립연대를 알 수 있는 상량기록이 있으며 보존관리도 잘되고 있어 가치가 있다.